# Ропуха звичайна
Ропуха звичайна,  ропуха сіра (Bufo bufo) — вид земноводних родини ропухових (Bufonidae). Один із 3 видів роду у фауні України. Поширений в Європі, ряді регіонів Азії та Північної Африки. Мешканець зволожених лісових і відкритих ландшафтів. Занесений до Бернської конвенції та ряду інших природоохоронних документів.. Отруйна амфібія.

## Опис
Це найбільша ропуха, що зустрічається в Європі. Дорослі ропухи сягають 20 см. Самки більші за самців. Тіло широке і приземкувате. Очі помаранчевого кольору, зіниці горизонтальні. Шкіра грубозерниста. Забарвлення залежить від статі і віку, а також часу року, буває не тільки сірим, а й оливковим, темно-коричневим, теракотовим, піщаним.

### Мінливість
Порівняння зовнішньоморфологічних ознак сірих ропух показало, що самиці карпатських популяцій можуть відрізнятися від сірих ропух з інших регіонів України більшими розмірами барабанної перетинки, п'яткового горбка та першого пальця задньої ноги; у самців, окрім двох останніх ознак, більше значення також має індекс L. pt./Lt. pt. (0,48 проти 0,45 і 0,46 у ропух з Київської та Чернівецької областей).
Хромосомний набір (вибірка з околиць Києва) представлений 22 двоплечими хромосомами (2n = 22, NF = 44).
Порівняння кількості ДНК сірих ропух з Балканського п-ва та ропух з території колишнього СРСР показало, що вони практично не відрізняються (середнє 13,2 пг).

## Поширення

### Ареал

Поширення ропухи звичайної в Україні

Вид поширений по всій Європі, крім Ірландії та деяких островів Середземного моря. На сході ареал досягає Іркутська, а на півдні охоплює окремі ділянки Північної Африки (включаючи північні гори Марокко, Алжиру та Тунісу).

### Поширення в Україні
В Україні ці тварини поширені на більшій частині території. На півдні межа проходить приблизно середньою та нижньою течією Дніпра — Дніпропетровською та північчю Запорізької областей, Кіровоградською, північчю Миколаївської та Одеської областей; крім цього, відомі знахідки в околицях Херсона та в пониззі Дністра та Дунаю. На сході ареал почасти включає Харківську, Донецьку та Луганську області. У Карпатах піднімається на висоту до 2000 м. Звичайно населяє лісові ландшафти; у південній лісостеповій та степовій зонах поширення сірих ропух пов'язано с острівними лісами та заплавними ділянками. 

## Місця проживання. Чисельність
Ропуха звичайна є типовим гігрофільним наземним видом земноводних, який більшу частину життя проводить на суші, населяючи різноманітні лісові та відкриті більш-менш зволожені ландшафти і пов'язана з водоймами тільки під час періоду розмноження.    
У Білорусії характерними біотопами ропухи є вологі ліси (вільшаники, діброви, ялинники), заплавні і низинні луки. Досить звичайною вона є серед культурних ландшафтів, населяючи парки, сади, городи і поливні поля. Щільність популяції в дібровах складає близько 16 ос./га, вільшаниках — 19 ос./га, на заболочених луках —  48—200 ос./га.
У Нерусо-Деснянському Поліссі (Росія) є досить чисельним видом і зустрічається в різноманітних типах сосняків, березняках, дібровах, вільшаниках, на заплавних і низинних луках, у городах. Поза періодом розмноження щільність популяції в змішаних більш-менш сухих лісах складає 3,3—6,7 ос./га, сосняках — 4—5 ос./га, дібровах — до 17 ос./га, вологих змішаних лісах — до 50 ос./га, вільшаниках і осикових лісах — місцями до 100 ос./га. У місцях розмноження щільність популяції може сягати 250 ос./га, а молоді під час розселення — близько 600 ос./га.
В Україні сірі ропухи живуть у регіонах з лісовими ландшафтами, де їх можна зустріти у доволі різноманітних біотопах, починаючи від різних типів лісів (хвойні, широколистяні, мішані) та закінчуючи антропогенними насадженнями: гаї, парки, садові ділянки, міські сквери, рідше — лісопосадки. Відкритих ділянок сіра ропуха уникає, хоча й відмічалася на орних
землях та пасовиськах. З водоймами пов'язана тільки в сезон розмноження, решту періоду активності звичайно живе поблизу від них, віддає перевагу вологим біотопам. Така ж особливість відзначена й при вивченні цих тварин у дещо східніших ділянках ареалу. 
Сірим ропухам на Закарпатті властива певна прив'язаність до місць нересту. Так, з помічених у 1972 р. тварин наступного року на цьому самому місці (урочище Дубки, околиці Ужгорода) виявлено 56% тварин, ще за рік — 35,2% (Щербак, Щербань, 1980). При імплантації датчиків та спостереженні з їхньою допомогою за міграціями цих тварин в долині Рейну (Німеччина) встановлено, що деякі з них, хоча й мігрували пізно восени та взимку, загалом протягом останнього сезону залишалися у нижній частині заплавної рівнини. 
Вивчення сірих ропух в інших ділянках ареалу (Велика Британія) з допомогою ловчих циліндрів показало позитивну залежність між кількістю тварин, які щоденно прибувають на нерест, та мінімальною денною температурою повітря; крім того, була встановлена поява спершу великих особин, а згодом дрібніших. Хоча згідно з іншими даними, першими прибувають дрібніші самці (Чехія). Чисельність тварин під час та після розмноження суттєво розрізняється. Так, на місцях нересту на Закарпатті відзначалося до 70 особин на 100 м берегової лінії, а по закінченні сезону розмноження — приблизно 1-2 особини на 1 км маршруту. 
Дослідження у Дніпропетровській області показало, що на місцях нересту в сезон розмноження щільність тварин становить 2-4 ос./га, у тих місцях, де живуть як до рослі, так і молодь — від 15 до 20 ос./га; у період виходу цьоголітків на сушу — до 5-8 особин на 1 км маршруту. Порівняння характеру розподілу сірих ропух у цьому ж регіоні залежно від наявності водойм показує, що така залежність, найвірогідніше, відсутня або виявлена слабо. У всякому разі чисельність тварин (в ос./10 цил.-діб) біля водойми становила 3,2, а при віддаленні від неї на 10, 50, 100 та 1000 м — 3,8, 3,9, 2,7 та 3,1 відповідно. 
За результатами дослідження цього виду в інших ділянках ареалу (південний схід європейської Росії), чисельність сірих ропух становить, залежно від типу біотопу, в середньому від 0,2 до 4 особин на 1 км маршруту. При розрахунку показника життєздатності популяцій, як відношення ефективної чисельності дорослих особин, що розмножуються Nb, до загальної чисельності популяції N (Nb/N), було встановлено, що в сірої ропухи це відношення становить 0,01. Для порівняння, цей показник для Triturus cristatus (Східна Франція) на порядок вище й коливається від 0,10 до 0,19. Статистичний аналіз чинників, що можуть впливати на умови вибору місць нересту та ділянок перебування по завершенні сезону розмноження (величина покриття водною рослинністю, вік 117 ставка, умови наземного перебування біля ставка, ступінь антропогенного впливу, максимальна глибина, хімічні характеристики води, такі як рН, твердість тощо), показують, що щільність сірих ропух не пов'язана виразно з будь-яким з цих параметрів і цей вид, імовірно, колонізує підхожі ділянки у своїх типових біотопах майже випадково.

## Особливості біології

### Сезонна активність

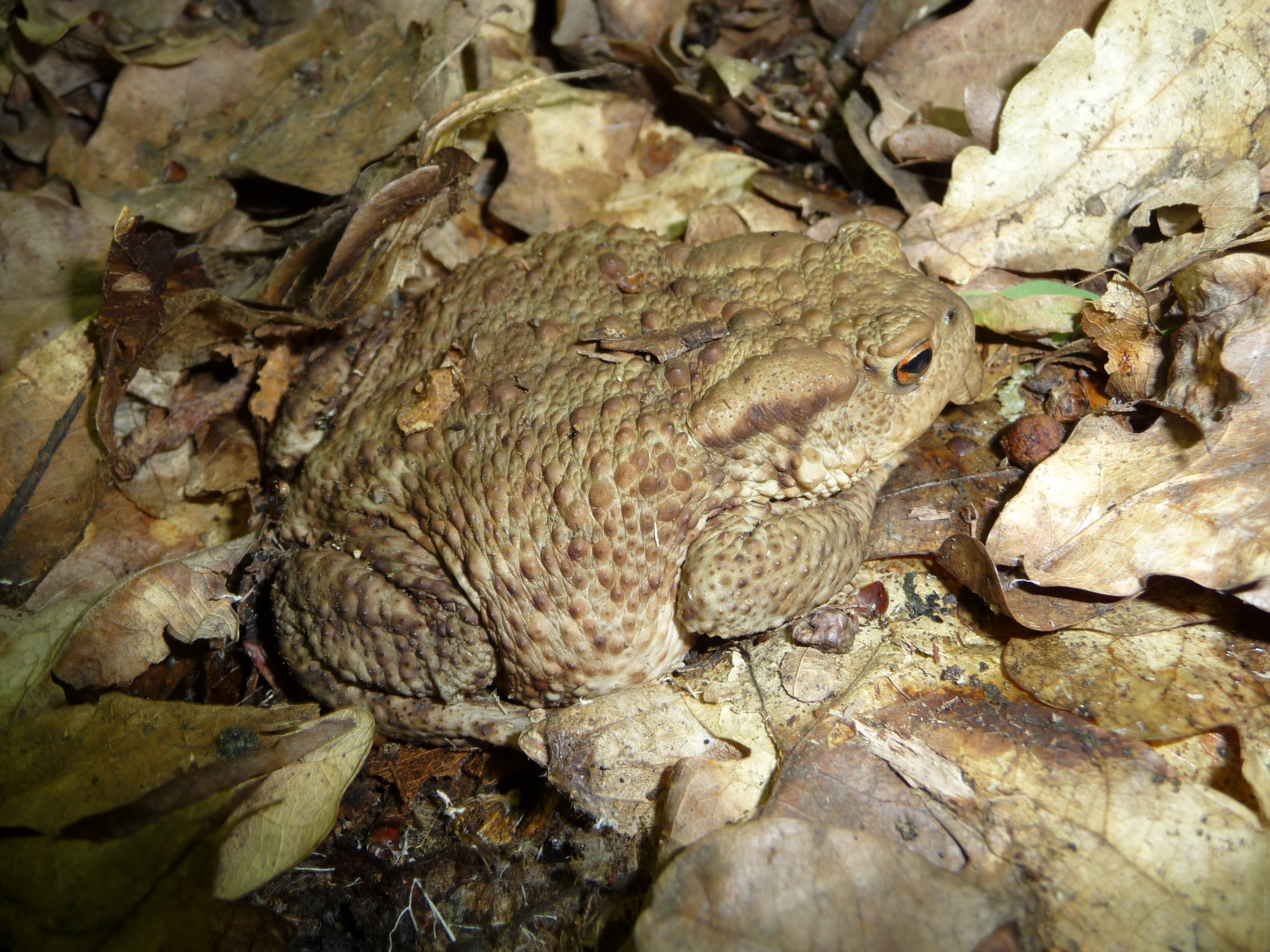
Ропуха звичайна, що замаскувалась серед листя

Початок сезонної активності пов'язаний із встановленням весняних температур повітря 5-10°С й припадає на першу половину — середину березня (залежить від погодних умов щороку). Під час розмноження тварин можна зустріти у водоймах всякої години доби, але по його закінченні звичайно характерна присмерково-нічна активність. По закінченні нересту переважно тримаються в радіусі 500—1500 м від місць розмноження, але вже у серпні жовтні починають мігрувати до нерестових місць, де навесні наступного року буде відбуватися розмноження.
Денними сховищами сірих ропух служать порожнини під коренями та стовбурами повалених дерев, пеньки, каміння, купи хмизу, листова підстилка. На зимівлю йдуть у вересні-листопаді. Зимують поодинці або невеликими групами у непромерзаючих сховищах — норах гризунів, трухлявих деревах, порожнинах ґрунту, купах каміння, іноді в льохах. При дослідженні особливостей біології цього виду в Швеції зроблено припущення, що у зв'язку з тим, що в районі спостережень ґрунт протягом зимового періоду промерзає на глибину 1-2 м, сірі ропухи зимують тут, найвірогідніше, у воді (Ericsson et al., 1982). Ця особливість підтверджується спостереженнями у центральній Україні.

### Розмноження. Розвиток
Парування й відкладення ікри починаються майже відразу після виходу з місць зимівлі й зазвичай пов'язані з встановленням температур води приблизно 5-8 °С і повітря близько 10 °C. Для нересту займають неглибокі слабопроточні або стоячі водойми, відкладаючи ікру, як правило, на глибині 50-100 см. Самці приходять на місця розмноження дещо раніше від самиць і перебувають тут протягом усього періоду нересту, який є досить коротким і триває 2-3 тижні. Вік самців, що вперше беруть участь у розмноженні при середніх розмірах 65,0 мм, становить 3-4 роки. В популяції протягом 4-5 років замінюється її доросла частина, а через 8-10 років відбувається повна заміна складу популяції. Самиці після відкладання ікри майже відразу ж покидають водойми, затримуючись тут не більше одного дня, хоча самці залишаються тут на тиждень та більше. Під час нересту самці сірих ропух дуже активні й можна спостерігати їхні спроби охоплювання пар, що вже перебувають в амплексусі. Це призводить до утворення «куль» з групи, часто до десятка особин. 
У статевій структурі популяції сірих ропух Карпат чисельно переважають самці — 61%. У популяції цих тварин у Чехії є особини, що беруть участь у циклах розмноження не щорічно, що зазвичай властиво самицям. 
Спостереження розмноження популяцій сірих ропух в Німеччині показали, що на трьох штучно сконструйованих нерестових водоймах чисельність самиць коливалася від 75 до 654 особин. Загальна кількість відкладених ними яєць досягала від 270 тис. до 2 млн. 616 тис., при цьому чисельність цьоголітків на одну самицю становила від 0,9 до понад 153 особин, а на одну ікринку від 0,0003 до понад 0,038. 
В іншій ділянці ареалу (Велика Британія) в одному й тому ж самому ставку за рік розмноження були присутні 714 самців і 141 самиця. Приблизно таке ж співвідношення статей (самців — 69,9%) відзначено й у східній частині ареалу (Печоро-Ілицький заповідник), де середня плодючість самиць становила 3305±309 ікринок. Ікру у вигляді двох довгих чорних слизуватих шнурів відкладають найчастіше неподалік від берега, одна кладка містить 7-9 тис. ікринок, розташованих звичайно у два-чотири ряди.
Вилуплення личинок при температурі 10-20°С відбувається через 2-5 діб. Вилуплені пуголовки спершу прикріпляються до слизових залишків шнура, майже не рухаються, а їхні розміри перед початком активного живлення незначні, усього 3-5 мм. Через 10-14 днів після вилуплення вони починають пересуватися й часто на мілководді утворюють скупчення у декілька десятків тисяч особин. Личинковий період триває дещо понад два місяці, розміри тіла ропух відразу після метаморфозу становлять 20-30 мм. У гірських струмках Карпат пуголовки сірих ропух не встигають завершити метаморфоз протягом теплого періоду року й зимують на цій стадії у воді (Кузьмин, 1999). 
Молоді особини, на відміну від дорослих, перший час можуть бути активні на суші не лише в присмерково-нічний період, але й у світлий час доби. За природних умов починають розмножуватися, найбільш імовірно, на третьому—четвертому році життя, по досягненні самцями й самицями довжини тіла 50 і 60 мм відповідно.

### Живлення
Живляться ропухи комахами та малорухомими наземними формами безхребетних. Поїдають гусінь, жуків, павуків, багатоніжок, дощових червів, молюсків.
Однією з характерних рис процесу добування їжі дорослими є слабоактивне «патрулювання» ділянки перебування та тактика чатівного хижака. Склад живлення обмежений наземними безхребетними, у яких істотна частина (13,3-73,3%) представлена мурашками або перетинчастокрилими, жуками й жужелицями (48,0, 51,9 і 29,7% відповідно). У раціоні молодих особин суттєво переважають (37,7%) молюски.
Об'єктами живлення пуголовків є зелені та діатомові водорості. При аналізі особливостей будови личинок цього виду, у тому числі довжини тіла, висоти плавцевої складки, довжини кишечника тощо, зроблено висновок, що за своєю морфологією пуголовки, найвірогідніше, пристосовані до життя в товщі води. 

## Вороги

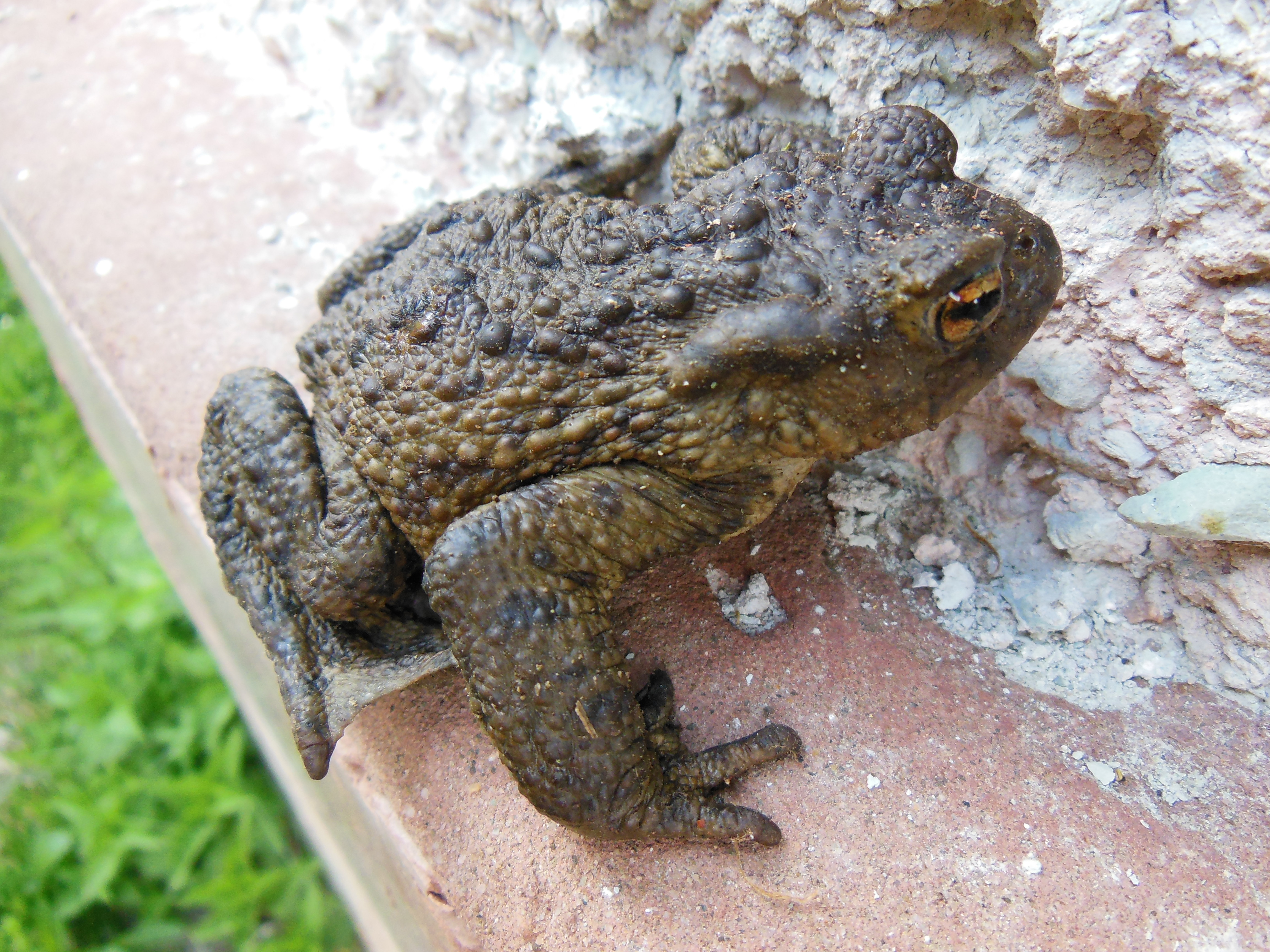
Сіра ропуха (самець) на території садиби Карпатського біосферного заповідника в с. Мала Уголька

Личинок та цьоголітків сірих ропух виявляли у шлунках жовточеревої джерелянки та зелених жаб. Дорослі тварини можуть входити до раціону звичайного вужа та звичайної гадюки, багатьох видів птахів (сіра ворона, крук, сіра чапля, пугач, мохноногий канюк) та ссавців (сірий пацюк, борсук, ласка та ін.).
Для захисту від хижаків виділяє токсичну речовину — буфагін. Цього достатньо, щоб утримати багатьох хижаків на відстані, хоча деякі види змій і їжаки виробили проти цієї отрути імунітет.

## Охорона
Вид занесений до Додатку ІІІ Бернської конвенції (охоронна категорія: вид підлягає охороні). На регіональному рівні в Україні занесений до Червоних списків тварин м.Київ, Дніпропетровської, Луганської, Миколаївської і Харківської областей.
До зменшення чисельності популяцій та скорочення ареалу сірих ропух призводять численні антропогенні фактори, такі як руйнування природних лісових ландшафтів та забруднення промисловими та побутовими відходами водойм, які
вони займають для розмноження. 